# Talang Leak II
Talang Leak II is een bestuurslaag in het regentschap Lebong van de provincie Bengkulu, Indonesië. Talang Leak II telt 1167 inwoners (volkstelling 2010).